# 1767
Het jaar 1767 is het 67e jaar in de 18e eeuw volgens de christelijke jaartelling.

## Gebeurtenissen
april
- 2 - Koning Karel III van Spanje ondertekent het besluit tot uitwijzing van de jezuïeten.
- 7 - De stad Ayutthaya wordt veroverd en geplunderd door Birmese legers. Einde van het Koninkrijk Ayutthaya.

juni
- 19 - De Franse jager Jean Chastel doodt het Beest van Gévaudan.

juli
- 30 - De Russische tsarina Catharina de Grote publiceert een "Instructie voor het bijeenroepen van een wetgevend lichaam" , de Nakaz.

augustus
- 24 - In het Friese dorp Baard organiseert de plaatselijke waard een wedstrijd fierljeppen over de Bolswaardervaart. De aankondiging in de Leeuwarder Courant is de oudst bekende vermelding van deze sport.

oktober
- 4 - Stadhouder Willem V der Nederlanden treedt in het huwelijk met Wilhelmina van Pruisen, een nicht van Frederik de Grote.
- 19 - De Engelse landmeters Mason en Dixon bereiken na vier jaar het einde van de door hen gemarkeerde Mason-Dixonlijn, de grens tussen de koloniën Pennsylvania en Maryland.

november
- Oprichting in Batavia van de vrijmetselaarsloge “La Fidèle Sincérité”. Deze loge  staat bekend als de "blauwe loge" en wordt voornamelijk bezocht door het lager en middenkader van de Vereenigde Oostindische Compagnie.

december
- 4 - Het VOC-schip Vrouwe Elisabeth Dorothea vergaat nabij Callantsoog. Slechts 6 van de 145 man weten deze ramp te overleven.[1]
- 21 - De zakenvrouw Elisabeth Samson trouwt als eerste zwarte vrouw in Suriname met een blanke man.
- 28 - Taksin wordt gekroond tot koning van Siam nadat hij het land heeft herenigd.

zonder datum
- Genua draagt Corsica over aan Frankrijk.

## Muziek
- Première te Bordeaux van de opera La belle jardinière van Franz Ignaz Beck
- Karl Friedrich Abel componeert 6 symfonieën, Opus 7
- Antonio Salieri componeert de Missa stylo a cappella in C gr.t.

## Beeldende kunst

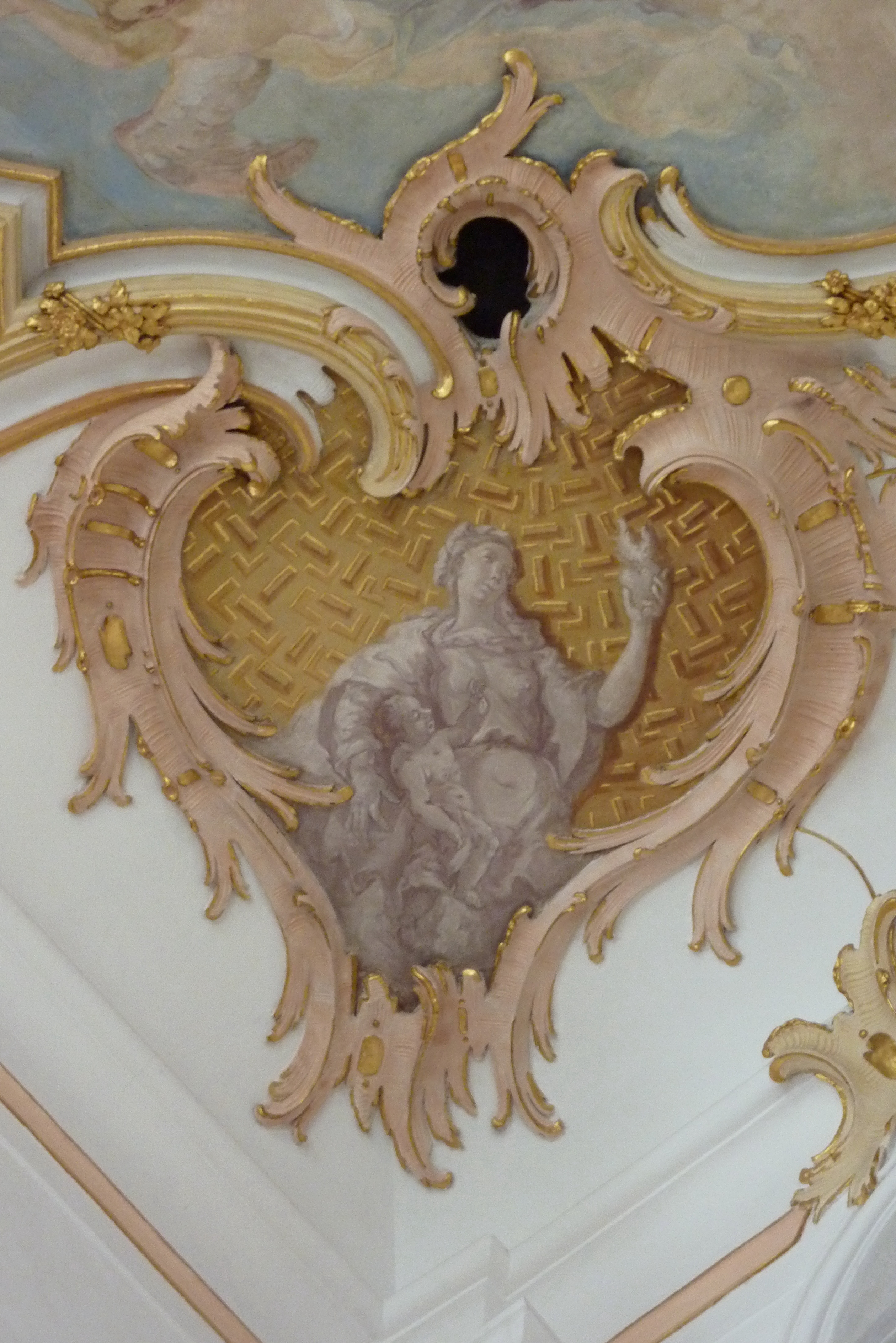
St. Michaelkirche, Lutzingen, Johann Anwander (1767)

## Bouwkunst

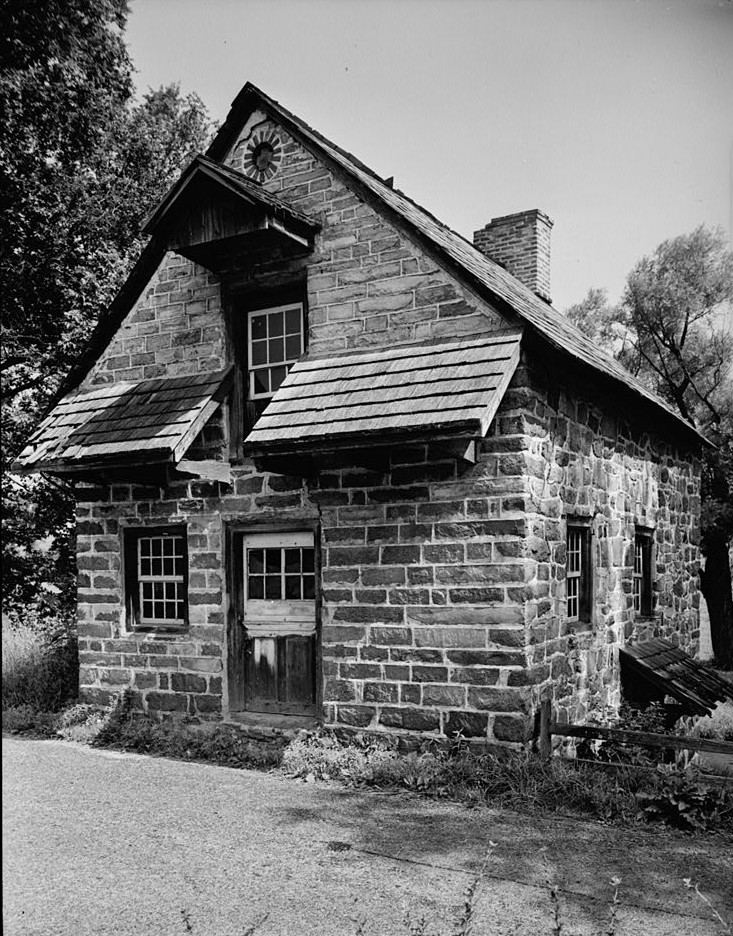
Turck House Oley, Pennsylvania (1767)

## Geboren
januari
- 1 - Maria Edgeworth, Britse schrijfster (overleden 1849)
- 5 - Jean-Baptiste Say, Frans econoom (overleden 1832)
- 23 - Jeanne-Élisabeth Chaudet, Frans kunstschilder (overleden 1832)
- 24 - Anthony Christiaan Winand Staring, Gelders dichter (overleden 1840)

maart
- 7 - Jan Frederik Helmers, Nederlands dichter (overleden 1813)
- 15 - Andrew Jackson, zevende president van de Verenigde Staten (overleden 1845)
- 25 - Joachim Murat, zwager van Napoleon Bonaparte en koning van Napels (1808-1815) (overleden 1815)

april
- 19 - Adrian Hardy Haworth, Brits bioloog (overleden 1833)

juli
- 11 - John Quincy Adams, zesde president van de Verenigde Staten (overleden 1848)

september
- 20 - José Maurício Nunes Garcia, Braziliaans componist, muziekpedagoog, organist en dirigent (overleden 1830)

oktober
- 25 - Benjamin Constant, Frans staatsman en schrijver (overleden 1830)

## Overleden
maart
- 20 - Adriaan Loosjes (77), Nederlands predikant en schrijver

juni
- 25 - Georg Philipp Telemann (86), Duits barokcomponist, dirigent en organist

juli
- 11 - Jan Pieter Theodoor Huydecoper (±39), directeur-generaal van de West-Indische Compagnie op de Goudkust